# Палак (цар скіфів)
Палак (грец. Πάλακος) (до/близько 114/3 — 111) — скіфський династ, син і наступник скіфського царя Скілура.
Після смерті батька розпочав війну проти Херсонеса Таврійського. Громада херсонесітів, відповідно до чинної з 179 р. до н. е. угоди, звернулася за допомогою до Понтійського царства. Скерований по допомогу херсонесітам Діофант, полководець царя Мітрідата VI Евпатора, розбив війська Палака в двох компаніях, завдяки чому підкорив Понту і Херсонес, і Скіфське царство, яке було поділено на декілька територіяльних утворень і яке більше ніколи не існувало як єдина держава.
Зазначені події детально описані у відомому декреті херсонесітів, присвяченому Діофанту.
Донедавна Діофантові війни датували 110—107 роками до н. е. Наразі, після внесення відповідних змін до хронології Понтійського царства, превалює думка, що Діофантові війни датуються 114—111 роками до н. е.
Етимологія імені:
- грец. Πάλακος < скіф. Palaka < д.іран. Pāδaka — укр. «Довгоногий»;[5]
- грец. Πάλακος < скіф. Palaka < вед. Pālaka- — укр. "захисник, заступник, принц, правитель".[6]
- грец. Πάλακος < скіф. Palaka < скіф. Pal — укр. "?".[7]